# Diplothele halyi
Diplothele halyi är en spindelart som beskrevs av Simon 1892. Diplothele halyi ingår i släktet Diplothele och familjen Barychelidae.
Artens utbredningsområde är Sri Lanka. Inga underarter finns listade i Catalogue of Life.